# Maison Devalck
La Maison Devalck est un immeuble de style Art nouveau réalisé en 1900 par l’architecte Gaspard Devalck à Schaerbeek en Belgique (région de Bruxelles-Capitale).
Elle est reprise sur la liste des monuments classés de Schaerbeek depuis le 4 juin 2009.

## Situation
Cet immeuble est situé aux numéros 32 et 34 de la rue André Van Hasselt à Schaerbeek à l'endroit où cette rue aborde un virage. Il avoisine aux numéros 24 à 30 quatre autres immeubles de style éclectique réalisés deux ans plus tard par le même architecte. Un sgraffite subsiste au no 26.

## Histoire
En 1900, l'architecte Gaspard Devalck dessine les plans et réalise cet immeuble pour sa mère et, plus tard, pour son propre usage professionnel et familial.

## Description
Ce bâtiment a l'originalité de posséder deux façades placées en angle obtus épousant un coude de cette rue en pente. Le matériau utilisé est la pierre blanche dont l'élévation est interrompue par huit bandeaux de pierre bleue eux-mêmes bordés au-dessus et en dessous par de fines lignes de brique rouge.

### Façade n° 32

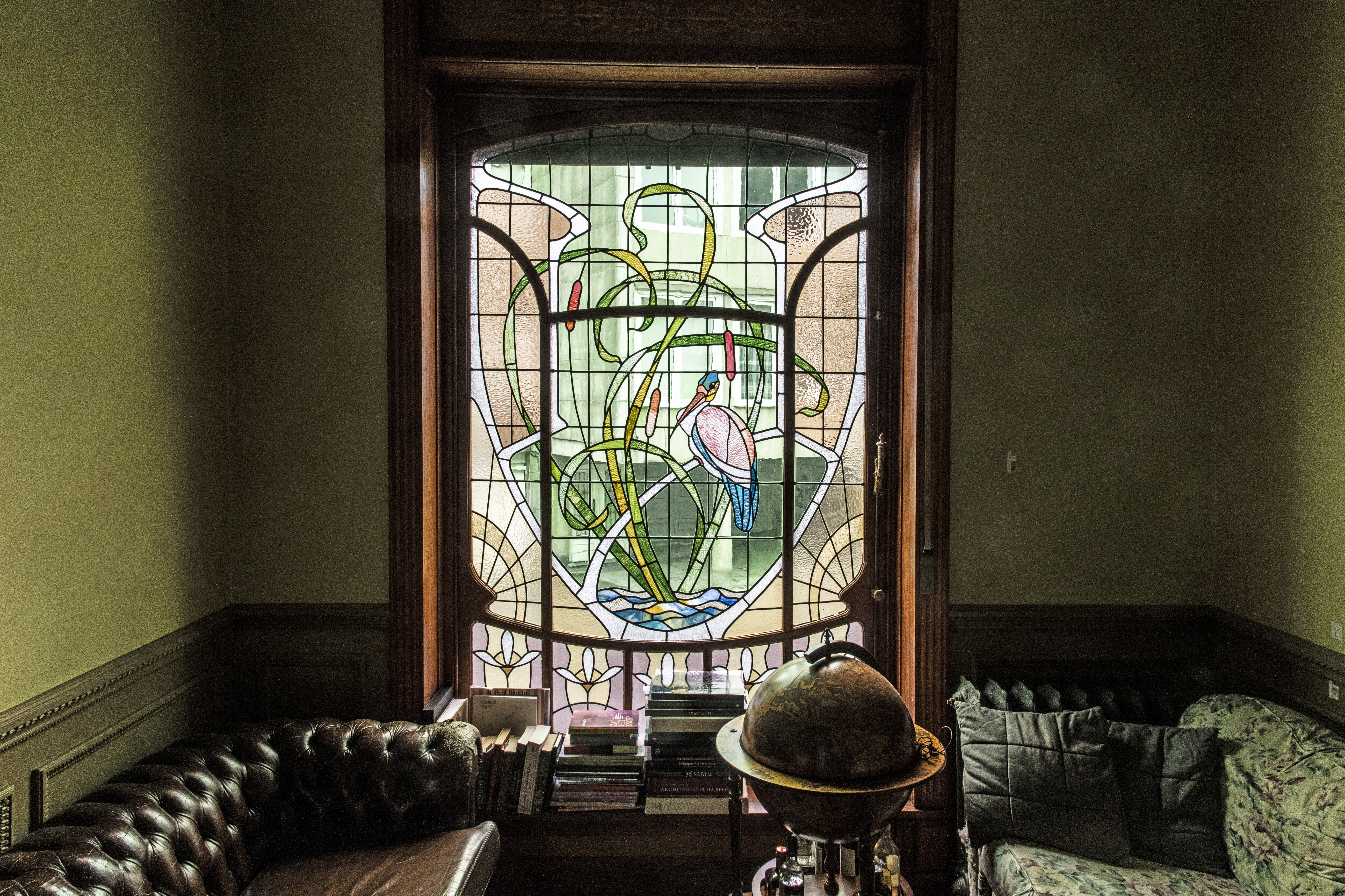
Fenêtre du rez-de-chaussée.

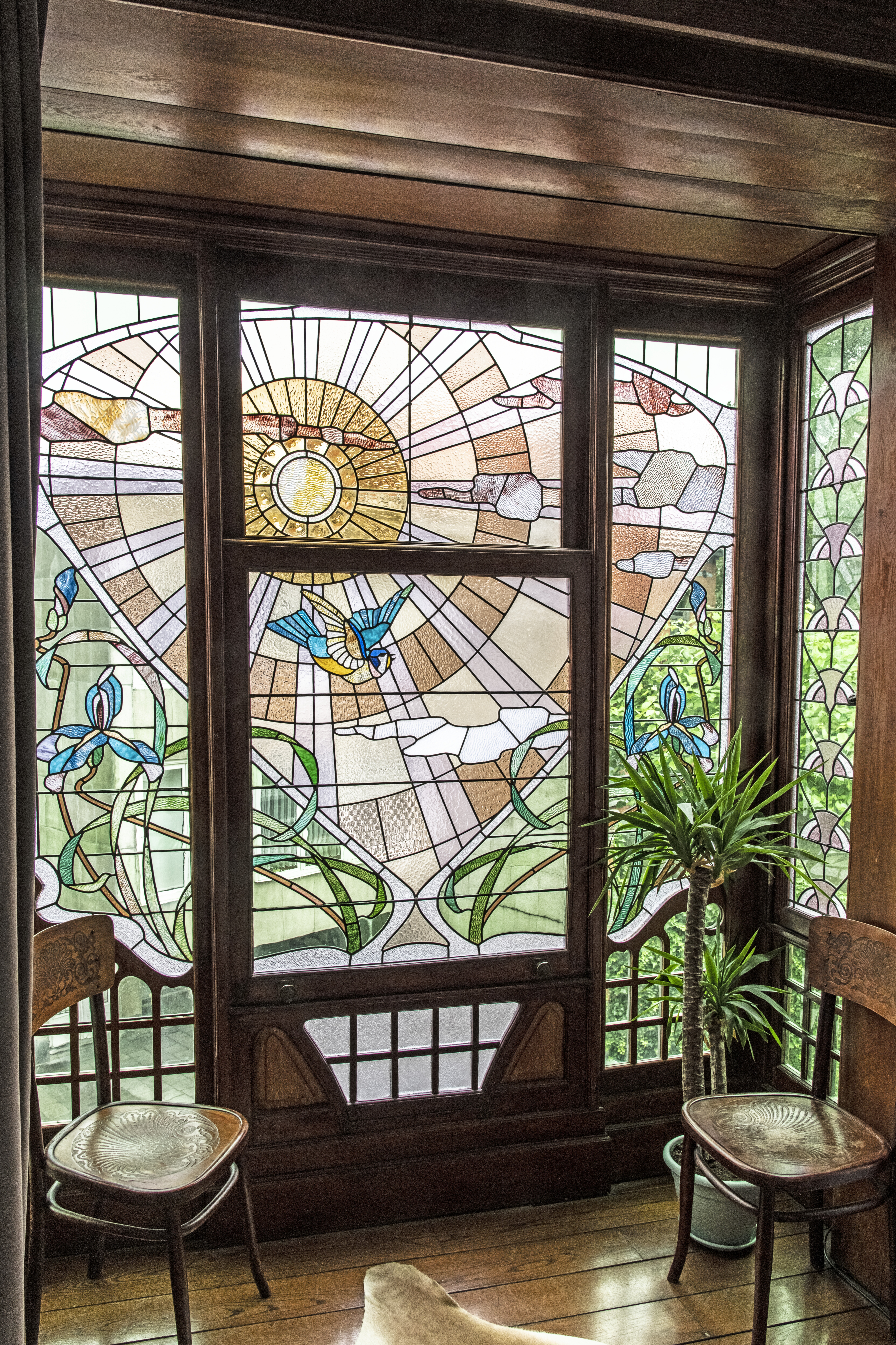
Fenêtre en vitrail du bow-window du premier étage.

Le no 32 ( à droite) possède une façade de deux travées comportant des niveaux décalés. Cette façade est remarquable par l'emploi de vitraux polychromes sur la plupart des baies où l'on peut reconnaître un héron et des roseaux (au rez-de-chaussée) ou encore un oiseau et des iris (sur le bow-window du premier étage). Ces vitraux sont probablement l'œuvre de Raphaël Évaldre, le principal maître-verrier actif à Bruxelles de cette période. Ils font apparaître par leur dessin la forme de calices. 
La fenêtre de cave grillagée (ferronnerie en éventail aux motifs végétaux) forme un arc outrepassé. La porte d'entrée en bois est ornée de vitraux reprenant des motifs végétaux stylisés sur les deux tiers supérieurs. Des vitraux occupent aussi la baie d'imposte. Un sgraffite à dessin végétal (dégradé en juillet 2014) est placé au-dessus de cette baie d'imposte. Sur la travée de gauche, le bow-window présente une menuiserie ouvragée formant dans le bas des lignes courbes et des carreaux et utilisant des vitraux polychromes sur la partie principale. Un petit garde-fou en bois coiffe ce bow-window. La corniche, entrecoupée d'une baie rectangulaire, repose sur d'imposants modillons en biais doublés de traverses courbes.

### Façade n° 34
Le no 34 (à gauche) compte une seule travée de trois niveaux et ne présente guère de particularité si ce n'est un sgraffite sur le tympan du troisième niveau.

## Sources
- Marie Resseler, Top 100 Art nouveau/Bruxelles, Éditions Aparté, 2010, page 71.
- http://www.irismonument.be/fr.Schaerbeek.Rue_Andre_Van_Hasselt.32.html